# 王政義
王政義（?—?），字衡一，贵州貴定人，清朝政治人物、同進士出身。

## 生平
乾隆十七年（1752年）太后六旬壬申恩科進士，三甲六十四名，后散館改知縣。